# Edie Falco
Edith Falco (Nova Iorque, 5 de julho de 1963) é uma atriz norte-americana, conhecida por seu papel de Carmela Soprano na série The Sopranos da HBO, exibida no Brasil pelo SBT e por estrelar a série Nurse Jackie da Showtime que no Brasil é exibido pelo Studio Universal.

## Biografia
Edie Falco nasceu no Brooklyn, Nova York, filha de Judith Anderson, uma atriz e Frank Falco, um baterista de jazz. Seu pai é ítalo-americano e sua mãe sueca-americana. Falco tem três irmãos, Joseph, Paul e Ruth. O dramaturgo e poeta Eduardo Falco é seu tio. Ela tem um filho adotivo chamado Anderson Falco e uma filha adotiva chamada Macy Falco.
Falco se formou em Northport High School em 1981, depois de interpretar Eliza Doolittle em uma produção de My Fair Lady. Participou do prestigiado Deliberando Programa de Aquisição SUNY com colegas atores Stanley Tucci e Ving Rhames.
No início de sua carreira, Falco fez pequenas aparições em séries de televisão como Law & Order (br: Lei e Ordem). Também chegou a participar do filme Leis da Gravidade de Nick Gomez em 1992. Depois, em 1997 fez sucesso na série Oz da HBO no papel de uma policial.
Em 2007 Edie ganhou os prêmios Golden Globe, Emmy e SAG Award por sua atuação como Carmela Soprano na série The Sopranos. Edie também apareceu em mais filmes, como Trust, Cop Land, Random Hearts e Freedomland. Em junho de 2009 estrelou a série Nurse Jackie da Showtime. Seu papel era de uma enfermeira que sofria problema crônico nas costas e buscava o alívio através de drogas.
Edie já afirmou ter tidos problemas com alcoolismo. E em 2003 foi diagnosticado um câncer de mama, no qual ela sobreviveu e tentou não tornar a notícia pública durante um ano.
Em sua carreira Edie Falco ganhou inúmeros prêmios e nomeações, todos pela série The Sopranos, exceto um que foi por sua pequena participação em 30 Rock.